# Zuid-Georgia
Zuid-Georgia, ook wel Zuid-Georgië (Engels: South Georgia), is een inmiddels weer nagenoeg onbewoond eiland in de eilandengroep Zuid-Georgia en de Zuidelijke Sandwicheilanden.
Het eiland werd naar verluidt voor het eerst in 1675 gespot door Anthony de la Roché, een Londense handelsreiziger, en werd daarom op vroege landkaarten als Roche Eiland aangeduid. Rond 28 of 29 juni 1756 werd het eiland gespot door het Spaanse handelsschip León, afkomstig uit Saint-Malo.
In 1775 voer kapitein James Cook om het eiland, meerde er als eerste aan, claimde het in naam van het koninkrijk Groot-Brittannië en noemde het het Eiland Georgia ("Isle of Georgia") ter ere van koning George III. In 1843 werd het eiland via een zogeheten patentbrief (Letters Patent) onder Brits bestuur gesteld.
In de 18e eeuw was het eiland een basis voor zeehondenjagers en vanaf de 19e eeuw voor walvisjagers, tot in 1960 de jacht beëindigd werd. De eerste walvisjachtbasis en daarmee de eerste permanente bewoning van het eiland werd in 1904 door de Noor Carl Anton Larsen opgericht onder de naam Grytviken. Daar werden 175.250 walvissen geslacht. Toen in 1922 de poolreiziger Ernest Shackleton, aan boord van zijn schip Quest op weg naar de Noordpool, werd getroffen door een hartaanval, werd hij aan land gebracht en stierf hij op Zuid-Georgia. Hij werd op 5 maart 1922 op het eiland begraven.

De walvisbasis was tot 1965 in gebruik. Nu is het een wetenschappelijk onderzoekscentrum. Er is een museum, dat gedurende 14 jaar (van 1992 tot 2007) werd opgebouwd en gerund door de enige twee vaste bewoners die het eiland heeft gekend: Tim en Pauline Carr.
Het eiland valt onder de Britse kroon, maar de gouverneur zetelt in Stanley op de Falklandeilanden.
In 2020 stevende de ijsberg A-68A af op het eiland Zuid-Georgia en zou mogelijk kunnen vastlopen op de kust. Als de ijsberg, met een grootte vergelijkbaar met de provincie Noord-Holland, strandt op het eiland verhindert dat pinguïns en zeehonden om te jagen en voedsel te zoeken en zou dit een ecologische ramp kunnen veroorzaken. A-68A is een gigant van honderden miljarden ton zwaar en het zou naar schatting tien jaar duren voor het stuk ijs is gesmolten. Na het stranden van ijsberg A-38 in 2004 werden grote aantallen dode jonge pinguïns en zeeleeuwen op de stranden van Georgia gevonden. Volgens biologen moesten hun ouders een lange omweg maken om hun jachtgebieden in zee te bereiken. Daardoor bereikte het voedsel de jongen niet op tijd, die vervolgens omkwamen van de honger. Op nieuwe satellietbeelden van de Europese ruimtevaartorganisatie ESA, op 4 februari 2021, blijkt echter dat de ijsberg in stukken is gebroken en langs de eilanden zal drijven.

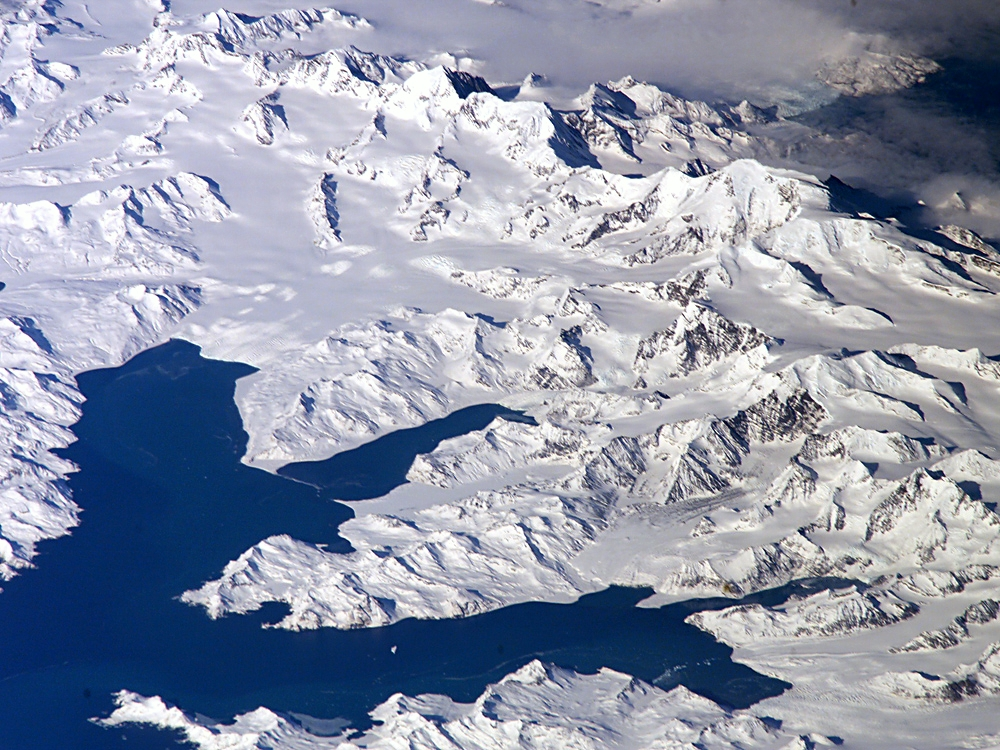
Cumberland bay en Grytviken

Zuid-Georgia:

Zuid-Georgia · Annenkoveiland · Bird Island · Cooper Island · Graseiland · Pickersgilleilanden · Welkomeilanden · Williseilanden · Zwarte Rotsen · Aalscholversrotsen · Clerkerotsen

Zuidelijke Sandwicheilanden:

Traversay- en Lichtmiseilanden: Zavodovski-eiland · Leskoveiland · Visokoi-eiland · Lichtmiseiland · Vindicatie-eiland

Zuidelijke Thule-eilanden: Bellingshauseneiland · Cookeiland · Thule-eiland

Overige eilanden: Bristoleiland · Montagu-eiland · Saunderseiland